# 北海道公安委員会
北海道公安委員会（ほっかいどうこうあんいいんかい、英語：Hokkaido Prefectural Public Safety Commission ）は、警察法の規定により北海道知事の所轄の下に置かれる行政委員会で、5人の委員をもって組織し北海道警察を管理する。
また、方面本部を置く方面ごとには北海道〇〇方面公安委員会（ほっかいどう〇〇ほうめんこうあんいいんかい）を置いて、3人の委員をもって組織し函館、旭川、釧路および北見の各方面本部を管理する。

## 所在地
北海道札幌市中央区北2条西7丁目（北海道警察本部庁舎内）

## 委員
- 委員長：吉本淳一（信用金庫役員）／任期：2023年7月23日 - 2026年7月22日[1]
- 委員
  - 原敦子（弁護士）／任期：2022年7月23日 - 2025年7月22日[1]
  - 石井吉春（大学客員教授）／任期：2022年8月13日 - 2025年8月12日[1]
  - 山村美雪（医師）／任期：2023年7月29日 - 2026年7月28日[1]
  - 倉本博史（団体職員）／任期：2024年10月29日 - 2027年10月28日[1]